# Heinrich-Wolfgang Leopoldt

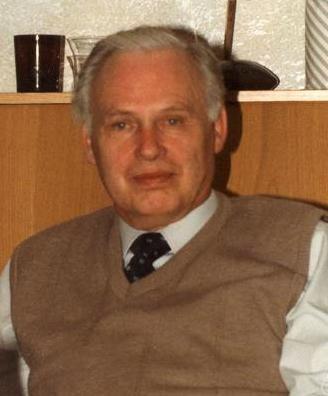
Heinrich-Wolfgang Leopoldt, Karlsruhe 1989

Heinrich-Wolfgang Leopoldt (* 22. August 1927 in Schwerin; † 28. Juli 2011 in Unterlüß) war ein deutscher Mathematiker, der sich mit algebraischer Zahlentheorie beschäftigte. Er war Lehrstuhlinhaber in Karlsruhe und galt als einer der international führenden Zahlentheoretiker. 

## Leben
Leopoldt wurde 1954 an der Universität Hamburg bei Helmut Hasse zum Dr. rer. nat. promoviert. Als Post-Doc war er 1956 bis 1958 am Institute for Advanced Study in Princeton (New Jersey; USA). 1959 habilitierte er sich an der Universität Erlangen und war danach an der Universität Tübingen. Er war ab 1964 ordentlicher Professor für Mathematik an der Technischen Hochschule bzw. Universität Karlsruhe, wo er im selben Jahr auch Direktor des Mathematischen Instituts wurde. Er lebte in Karlsruhe-Waldstadt.

## Schaffen
Leopoldts Untersuchungen mit Tomio Kubota über die von ihnen eingeführten und nach ihnen benannten p-adischen L-Funktionen zu Dirichlet-Reihen sind ein grundlegender Baustein der Iwasawa-Theorie. Leopoldt bewies eine p-adische Klassenzahlformel für die p-adischen L-Funktionen zu einem total reellen abelschen Zahlkörper. Sie verbindet die Werte der L-Funktion an der Stelle 1 mit arithmetischen Eigenschaften der Zahlkörper (Klassenzahl, p-adischer Regulator, Diskriminante). Für abelsche Zahlkörper kann das Nichtverschwinden an der Stelle 1 aus dem Nichtverschwinden des p-adischen Regulators bewiesen werden. Eine bis heute nicht bewiesene Vermutung von Leopoldt besagt, dass der p-adische Regulator für alle algebraischen Zahlkörper nicht verschwindet.
Zusammen mit Hans Zassenhaus befasste er sich auch mit Computeralgebra und deren Anwendung in der Zahlentheorie. Leopoldt gab mit Peter Roquette die Gesammelten Werke seines Lehrers Hasse heraus (De Gruyter 1975). 1979 wurde er ordentliches Mitglied der Heidelberger Akademie der Wissenschaften. Er war zudem Mitherausgeber von Fachzeitschriften.
Zu seinen Doktoranden zählten Werner Blum, Hans-Peter Rehm, Heinrich Matzat und Claus-Günther Schmidt.